# Riabininohadros
Riabininohadros – rodzaj wymarłego, roślinożernego dinozaura, ornitopoda z grupy iguanodonów. 
W 1934 Gertruda F. Weber odkryła skamieniałości nieznanego dinozaura na szczycie góry Besh-Kosh w okolicy Bakczysaraj na Krymie. Okaz obejmował pozostałości kończyny dolnej. Nigdy wcześniej nie znaleziono pozostałości dinozaura na Półwyspie Krymskim. Zbadania znaleziska podjął się Riabinin, który dostrzegł podobieństwa łączące znalezione kości z późnokredowymi ornitopodami Europy. Kreował nowy gatunek dinozaura, który nazwał Orthomerus weberi. Opis rzeczonych kości jego pióra ukazał się już po śmierci badacza, opublikowany w 1945. Jednakże w późniejszej pracy z 1995 Nesov musiał popełnić błąd, pisząc nazwę jako Orthomerus weberae i to ta nazwa znalazła się w użyciu, aczkolwiek liczni kolejni autorzy w ogóle nie zaliczali szczątków do żadnego konkretnego gatunku, pisząc raczej o Hadrosauridae incertae sedis.
Sytuacja zmieniła się w 2015, kiedy to Uliansky podjął próbę przeniesienia znaleziska do własnego rodzaju, któremu nadał nazwę Riabininohadros. Autor jednakże nie uczynił zadość przepisom międzynarodowego kodeksu nomenklatury zoologicznej. Nie dość, że nie zamieścił w swej publikacji żadnych cech diagnostycznych pozwalających na stwierdzenie, czy dane pozostałości można, czy nie można zaliczyć do proponowanego rodzaju, to jeszcze jego publikacji nie przypisano ISBN ani ISSN. Brakowało, co za tym idzie, wpisu w ZooBank. Pomimo tego nazwa Riabininohadros pojawiała się w publikacjach Łopatina i Awerianowa.
Mając na uwadze brak możliwości używania jej jako oficjalnej nazwy taksonu, w 2020 autorzy dokonali formalnego opisu taksonu. Zachowali nazwę rodzajową Riabininohadros, upamiętniającą Riabinina. Jako gatunek typowy wskazali Orthomerus weberae, jako holotyp okaz z Chernyshev
Central Research Museum of Geology and Exploration nr 5751. Autorzy zaproponowali w końcu cechy diagnostyczne rodzaju, wymieniając kilka różnych cech kłykci kości udowej, kości piszczelowej, skokowej, piętowej, a także śródstopia i paliczków.
Pomimo że wpierw przypisane wiekowi danu, skamieniałości pochodziły ze skał mastrychckich. Kreatorzy rodzaju zaliczyli okaz do podrzędu ornitopodów, infrarzędu Iguanodontia i parworzędu Ankylopollexia.